# Línea 1 (Metro de Madrid)
La línea 1 de Metro de Madrid conecta el norte y el sureste de la ciudad, discurriendo entre las estaciones de Pinar de Chamartín y Valdecarros, por un total de 33 estaciones con andenes de 90 metros, unidas por 23,876 km de vía en túnel de gálibo estrecho, con un recorrido que dura aproximadamente 1 hora. 
Inaugurada en 1919 por Alfonso XIII, es la línea de metro más antigua de Madrid y de España, y la segunda con mayor volumen de pasajeros de la red de Metro de Madrid después de la línea 6.

## Historia

### 1919-1929: Tetuán-Puente de Vallecas

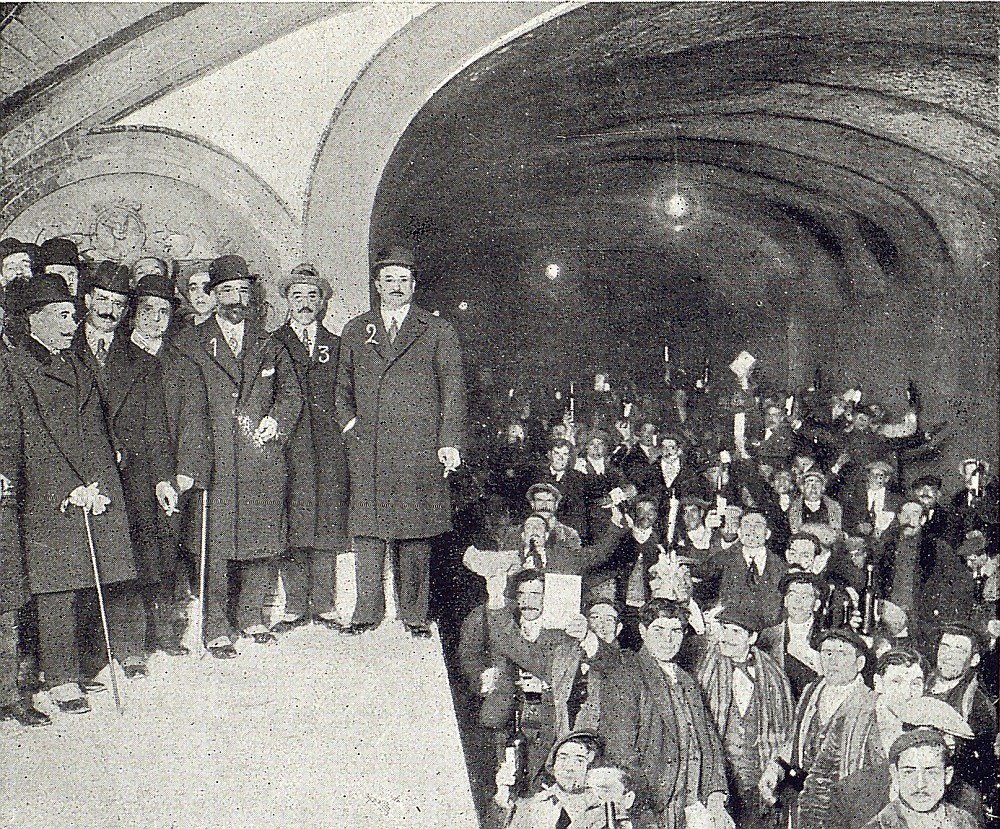
Visita de las autoridades a las obras (1919)

La línea 1, originalmente llamada Norte-Sur, era una de las cuatro líneas que formaban parte de la primera concesión que se otorgó en 1917 a los ingenieros Carlos Mendoza, Miguel Otamendi y Antonio González Echarte. En su forma original la línea conectaría Cuatro Caminos con la plaza del Progreso (hoy Tirso de Molina) a través de las calles de Santa Engracia, Hortaleza, Montera, Carretas y Conde de Romanones, si bien durante las obras se decidió modificar el trayecto, que incluía una estación bajo la estrecha calle de Hortaleza, para pasar por las calles de Luchana y Fuencarral.
El primer tramo fue inaugurado por el rey Alfonso XIII el 17 de octubre de 1919 con el trayecto Cuatro Caminos-Sol, con ocho estaciones y 3,48 km de recorrido. La línea incluía las Cocheras de Cuatro Caminos, diseñadas por Antonio Palacios, desde donde se accedía al túnel a través de un arco monumental concebido como un símbolo para dignificar el espacio de trabajo. El primer proyecto de ampliación comenzó poco después, inaugurándose el 26 de diciembre de 1921 un nuevo tramo hacia el sur desde la Puerta del Sol y bajo las calles de Magdalena y Atocha hasta la estación de Mediodía, actual estación de Atocha. El 8 de mayo de 1923 se prolongó bajo la avenida Ciudad de Barcelona hasta desembocar en el puente de Vallecas, al inicio de la avenida de la Albufera. Por el otro extremo, la línea se prolongó hacia el norte desde Cuatro Caminos, discurriendo bajo la calle de Bravo Murillo y añadiendo tres nuevas estaciones al trayecto, inauguradas el 6 de marzo de 1929.

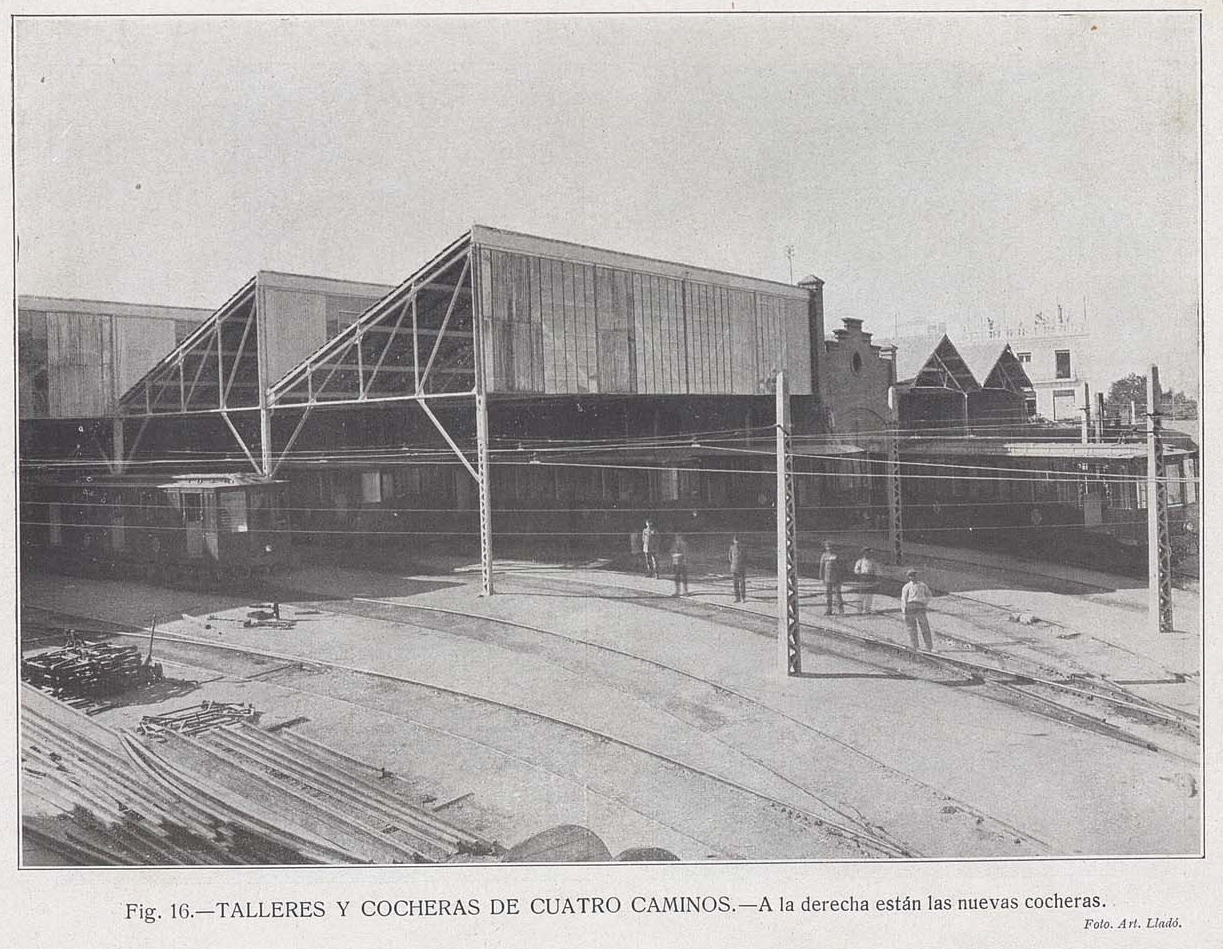
Cocheras de Cuatro Caminos, imagen de Lladó (1921)

La línea tenía entonces estaciones con andenes de 60 m y vertebraba la ciudad de norte a sur desde el barrio de Tetuán de las Victorias hasta el puente de Vallecas atravesando el centro y comunicando con la entonces estación del Mediodía.

### Años 1960: prolongación y ampliación de capacidad
El 1 de febrero de 1961 se inauguró la prolongación de la línea al norte bajo la calle Bravo Murillo hasta la plaza de Castilla, con dos nuevas estaciones. Un año más tarde, el 2 de julio, se inauguró la prolongación al sur bajo la avenida de la Albufera con dos nuevas estaciones hasta Portazgo.
La línea era utilizada por gran número de madrileños, y la capacidad de los trenes de cuatro coches que la recorrían era, a todas luces, insuficiente, por lo que a lo largo de los años 1960 se ampliaron los andenes de 60 a 90 m para poder usar trenes de seis coches. Esta obra llevó al cierre de la estación de Chamberí, cuya ampliación era difícil por su situación y desaconsejable porque quedaba a escasos 200 m de Iglesia. Paralelamente a esta ampliación se construyeron nuevos vestíbulos de acceso en algunas estaciones.

### 1986-1999: nuevos planes de ampliación
En 1988 se abrió una nueva estación en la línea entre Atocha (hoy en día, Estación del Arte) y Menéndez Pelayo, Atocha Renfe (hoy en día, Atocha), que comunicaba de forma subterránea con el nuevo complejo subterráneo de cercanías y la estación terminal de largo recorrido de Puerta de Atocha.
El plan de ampliación aprobado por la Comunidad de Madrid entre 1991 y 1995 incluía una ampliación sur de la línea de 2 km y tres estaciones hasta Miguel Hernández, inaugurada en abril de 1994. En este periodo además se renovó el parque móvil al introducir en la línea la entonces nueva serie 2000.
El plan de ampliación 1995-1999 de nuevo incluía una ampliación al sur hasta la Villa de Vallecas, con un enlace a Cercanías en la estación de Vallecas en la cual se construyó una nueva estación y la antigua quedó cerrada y en desuso. Esta ampliación de tres estaciones y 2,7 km se abrió el 4 de marzo de 1999, llegando la línea hasta Congosto.

### 2004-2007: ampliación norte y sur
En el plan de ampliación de dicha legislatura se amplió de nuevo la línea, por una parte al norte, punto en que no se había ampliado desde hacía más de 40 años y por otra parte al sur hacia el Ensanche de Vallecas.
Por el norte, 433 millones de euros permitieron prolongar la línea desde Plaza de Castilla con 5,3 km y tres nuevas estaciones hasta el Pinar de Chamartín, en el barrio de Manoteras. Se abrió al público en dos fases, inicialmente abriendo un nuevo intercambiador en la existente estación de Chamartín el día 30 de marzo, y concluyendo el 11 de abril de 2007 con el último tramo hasta Pinar de Chamartín.
En cuanto al tramo sur, se inauguró el 16 de mayo a las 15 horas, la prolongación, que da servicio al Ensanche de Vallecas, consta de tres estaciones desde Congosto hasta la Gran Vía del Sureste, hechas realidad con un presupuesto de 73 millones de euros. Debido a la poca demanda en esta zona terminal de la línea, puesto que los barrios a los que da servicio están en su construcción en el momento de la inauguración del tramo, se puso en marcha con horario restringido, solo uno de cada tres convoyes finalizaba en Valdecarros y a partir de las 0:00 no se prestaba servicio entre Congosto y Valdecarros. Desde octubre de 2007 todos los convoyes llegan a Valdecarros y ya no hay restricciones.
Además de esto, durante este periodo, gran parte de las estaciones han sido reformadas cambiando paredes y bóvedas, y algunas han sido adaptadas a personas con movilidad reducida instalando ascensores.

### 2016: obras de mejora
Se confirmó una remodelación de la línea desde el 3 de julio hasta el 12 de noviembre, comprendiendo dicha reforma de 13,5 km de recorrido y 23 estaciones desde la estación de Plaza de Castilla hasta Sierra de Guadalupe. En su lugar, se reforzaron las demás líneas así como Cercanías y se dispusieron de autobuses sustitutivos de la EMT.
El 14 de septiembre se reanudó el servicio entre las estaciones de Plaza de Castilla y Cuatro Caminos, y entre las estaciones de Alto del Arenal y Sierra de Guadalupe, tras haber finalizado los trabajos de sustitución de la antigua catenaria de hilo por una nueva rígida. Se mantuvo cerrado el tramo entre las estaciones de Cuatro Caminos y Alto del Arenal. También se vieron modificados los servicios especiales de autobuses sustitutivos de la EMT.
El 20 de octubre se reanudó el servicio entre las estaciones de Atocha Renfe y Alto del Arenal, permaneciendo cerrado el tramo entre las estaciones de Cuatro Caminos y Atocha Renfe. Los servicios especiales de autobuses sustitutivos de la EMT que cubrían el tramo reabierto en esta fecha se mantienen dos días más hasta su supresión definitiva, circulando por última vez el 22 de octubre.

### 2018-2022: reforma de Gran Vía, Estación del Arte y Atocha
Entre el 20 de agosto de 2018 y el 16 de julio de 2021 se mantuvo cerrada la estación de Gran Vía por obras de instalación de ascensores, tareas de retirada de placas de amianto y la conexión de la estación con la de Cercanías de Sol. Los trenes siguieron pasando hacia Tribunal o Sol, pero sin parar en la estación.
Además, la circulación de trenes estuvo interrumpida desde el 22 hasta el 29 de agosto de 2018 en el tramo Tribunal-Sol.
Además de estas obras, estaba previsto que, a principios de 2019, se convirtiese, tras la línea 8 en bilingüe, usando el inglés como segunda lengua, y adecuándose a la nueva normativa de señalización al viajero.
El 1 de diciembre de 2018 la estación de Atocha pasó a llamarse Estación del Arte, para distinguir la estación de metro con la de tren y Cercanías, que está más cerca de Atocha Renfe. El nombre anterior de la primera estación fue renombrada en la última a principios de 2022.
El 16 de febrero de 2021 se anunció que desde mediados de marzo la estación de Atocha-Renfe se denominaría Atocha-Constitución del 78 debido a la liberalización de los servicios ferroviarios en España, pero a fecha de 19 de diciembre se anunció el nuevo nombre de la estación, que sería simplemente Atocha.

### 2023: segundo cierre por obras y reforma de Atocha
En febrero de 2023 se anunció otro cierre de la línea para renovar la vía, pasando de una plataforma sobre balasto a vía en placa, además de otras actuaciones para mejorar la velocidad, el confort y la seguridad de la línea. Así, desde el 24 de junio hasta finales de octubre quedó sin servicio el tramo Sol-Valdecarros, habilitando la EMT un servicio especial de autobús sustitutivo entre Atocha y Valdecarros.
El 27 de septiembre se adelanta la reapertura del tramo sur desde Sol hasta Nueva Numancia. De esta forma se reabre parcialmente el tramo cortado, sin cambiar la previsión de la reapertura completa a finales de octubre. El servicio especial de autobús se adapta desde el 30 de septiembre de 2023, para cubrir únicamente las estaciones cortadas. El 14 de octubre se completaron las obras y se reabrió la totalidad de la línea, suprimiendo a su vez el servicio especial que la recorría por las calles en superficie. Sin embargo, la estación de Atocha fue la única que permaneció cerrada al público debido a que se estaban aprovechando las obras de ampliación de la línea 11, con la que dicha estación tendrá conexión en un futuro. La reapertura de dicha estación se realizó el 1 de diciembre.

## Recorrido

Recorrido de la línea 1

La línea 1 vertebra los ejes de Bravo Murillo-Santa Engracia (distritos de Chamberí y Tetuán) y Ciudad de Barcelona-Albufera (distritos de Retiro, Puente de Vallecas y Villa de Vallecas) así como gran parte del distrito Centro.
Conecta con:
- Línea 2 en las estaciones de Cuatro Caminos y Sol.
- Línea 3 en la estación de Sol.
- Línea 4 en las estaciones de Bilbao y Pinar de Chamartín.
- Línea 5 en la estación de Gran Vía.
- Línea 6 en las estaciones de Cuatro Caminos y Pacífico.
- Línea 9 en la estación de Plaza de Castilla.
- Línea 10 en las estaciones de Chamartín, Plaza de Castilla y Tribunal.
- Línea ML1 en la estación de Pinar de Chamartín.
- Cercanías Renfe Madrid en las estaciones de Chamartín, Sol, Atocha y Sierra de Guadalupe.
- Autobuses interurbanos de los corredores 1 y 7 en la estación de Plaza de Castilla, y algunos también en Pinar de Chamartín y Chamartín.

A pesar de que se cruza con la línea 7, no tiene ningún transbordo directo con dicha línea.

## Estaciones
| Estación            | Acc. | Enlaces                                        | Apertura                | Distrito           | Esquema de vías | Notas                                                                           |
| ------------------- | ---- | ---------------------------------------------- | ----------------------- | ------------------ | --------------- | ------------------------------------------------------------------------------- |
| Pinar de Chamartín  |      |                                                | 11 de abril de 2007     | Ciudad Lineal      |                 |                                                                                 |
| Bambú               |      |                                                | 11 de abril de 2007     | Chamartín          |                 |                                                                                 |
| Chamartín           |      | AVE, Larga Distancia y Media Distancia (Renfe) | 30 de marzo de 2007     | Chamartín          |                 |                                                                                 |
| Plaza de Castilla   |      |                                                | 4 de febrero de 1961    | Chamartín          |                 |                                                                                 |
| Valdeacederas       |      |                                                | 4 de febrero de 1961    | Tetuán             |                 |                                                                                 |
| Tetuán              |      |                                                | 6 de marzo de 1929      | Tetuán             |                 |                                                                                 |
| Estrecho            |      |                                                | 6 de marzo de 1929      | Tetuán             |                 |                                                                                 |
| Alvarado            |      |                                                | 6 de marzo de 1929      | Tetuán             |                 |                                                                                 |
| Cuatro Caminos      |      |                                                | 17 de octubre de 1919   | Tetuán             |                 |                                                                                 |
| Ríos Rosas          |      |                                                | 17 de octubre de 1919   | Chamberí           |                 |                                                                                 |
| Iglesia             |      |                                                | 17 de octubre de 1919   | Chamberí           |                 | Anteriormente Sorolla (1937-1939)                                               |
| Chamberí            |      |                                                | 17 de octubre de 1919   | Chamberí           |                 | Estación cerrada el 21 de mayo de 1966, reacondicionada y reconvertida en museo |
| Bilbao              |      |                                                | 17 de octubre de 1919   | Chamberí           |                 |                                                                                 |
| Tribunal            |      |                                                | 17 de octubre de 1919   | Centro             |                 |                                                                                 |
| Gran Vía            |      |                                                | 19 de octubre de 1919   | Centro             |                 | Anteriormente Red de San Luis (1919-1920) y José Antonio (1940-1983)            |
| Sol                 |      |                                                | 19 de octubre de 1919   | Centro             |                 |                                                                                 |
| Tirso de Molina     |      |                                                | 26 de diciembre de 1921 | Centro             |                 | Anteriormente Progreso (1921-1939)                                              |
| Antón Martín        |      |                                                | 26 de diciembre de 1921 | Centro             |                 |                                                                                 |
| Estación del Arte   |      |                                                | 26 de diciembre de 1921 | Centro             |                 | Anteriormente Atocha (1921-2018)                                                |
| Atocha              |      | ()                                             | 24 de julio de 1988     | Arganzuela         |                 | Anteriormente Atocha Renfe (1988-2022) Ampliación de línea 11 en construcción   |
| Menéndez Pelayo     |      |                                                | 8 de mayo de 1923       | Retiro             |                 |                                                                                 |
| Pacífico            |      |                                                | 8 de mayo de 1923       | Retiro             |                 |                                                                                 |
| Puente de Vallecas  |      |                                                | 8 de mayo de 1923       | Puente de Vallecas |                 |                                                                                 |
| Nueva Numancia      |      |                                                | 2 de julio de 1962      | Puente de Vallecas |                 |                                                                                 |
| Portazgo            |      |                                                | 2 de julio de 1962      | Puente de Vallecas |                 |                                                                                 |
| Buenos Aires        |      |                                                | 7 de abril de 1994      | Puente de Vallecas |                 |                                                                                 |
| Alto del Arenal     |      |                                                | 7 de abril de 1994      | Puente de Vallecas |                 |                                                                                 |
| Miguel Hernández    |      |                                                | 7 de abril de 1994      | Puente de Vallecas |                 |                                                                                 |
| Sierra de Guadalupe |      |                                                | 3 de marzo de 1999      | Villa de Vallecas  |                 |                                                                                 |
| Villa de Vallecas   |      |                                                | 3 de marzo de 1999      | Villa de Vallecas  |                 |                                                                                 |
| Congosto            |      |                                                | 3 de marzo de 1999      | Villa de Vallecas  |                 |                                                                                 |
| La Gavia            |      |                                                | 16 de mayo de 2007      | Villa de Vallecas  |                 |                                                                                 |
| Las Suertes         |      |                                                | 16 de mayo de 2007      | Villa de Vallecas  |                 |                                                                                 |
| Valdecarros         |      |                                                | 16 de mayo de 2007      | Villa de Vallecas  |                 |                                                                                 |

## Estación de Chamberí
Entre las estaciones de Iglesia y Bilbao existe una antigua estación bajo la plaza de Chamberí. Esta estación funcionó hasta la ampliación de andenes realizada en dicha línea en los años 1960. Esta ampliación suponía un problema, porque dejaba las tres estaciones demasiado cerca. Por tal razón, se optó finalmente por cerrarla. En 2008, una vez rehabilitada y con su decoración original, reabrió sus puertas como Centro de Interpretación del Metro de Madrid dentro del proyecto Andén 0, que incluye además la apertura al público de la antigua Nave de Motores de Metro en Pacífico.

## Futuro
El 28 de mayo de 2025 la Comunidad de Madrid anunció que estudiará ampliar la línea hasta el futuro desarrollo urbanístico Madrid Nuevo Norte, incluyendo 3 nuevas estaciones (Centro de Negocios, Fuencarral Sur y Fuencarral Norte) así como que la línea deje de operar en el tramo entre Pinar de Chamartín hasta Chamartín con parada intermedia en Bambú a favor de que este se integre en la Línea 4, descartándose también la propuesta de crear una nueva línea automatizada.